# Immortal Technique
Immortal Technique (Lima, 19 februari 1978) is een Amerikaanse rapper uit Lima (Peru) die opgroeide in Harlem (New York) in de Verenigde Staten.
Zijn teksten zijn voornamelijk een protest tegen het beleid van de Amerikaanse overheid, die zij onder meer tot uiting laten komen in oorlogen, racisme. Ook gaan zijn teksten over klassenstrijd, politiek, armoede en religie. Hij gebruikt ook minder gewoonlijke instrumenten zoals klassieke piano's in zijn liedjes als Dance With The Devil.

## Discografie
- Revolutionary Vol. 1 (2001)
- Revolutionary Vol. 2 (2003)
- The Silenced Revolution (2004)
- The 3rd World (2008)
- The Martyr (2011)

- International Standard Name Identifier: 0000 0000 7964 1740
- Library of Congress Control Number: n2010032183
- MusicBrainz: ef4db186-ff43-4708-a713-3ce1e05657a1
- Système universitaire de documentation: 086819410
- Virtual International Authority File: 121081353